# Parque de Rugby Twin Elm
El Parque de Rugby Twin Elm (en inglés: Twin Elm Rugby Park) es un estadio deportivo en el sur de Nepean, en la ciudad de Otawa, en Canadá. Posee cinco campos de rugby y 12 vestuarios, dos salones, un bar y asientos para cientos de personas que puede acoger varios partidos concurrentes y sirve como el hogar de varios clubes locales. La instalación dispone de aire acondicionado con cocina. El equipo de Eastern Ontario Selects juega sus partidos de local en el lugar, y también alberga una serie de juegos nacionales e internacionales. Además de rugby, el parque es también el hogar de otros deportes como el fútbol, lacrosse, ultimate y vóleibol.